# Nicolas Fiszman
Nicolas Fiszman (* 19. Juli 1964 in Brüssel) ist ein belgischer Fusion- und Jazzmusiker (Kontrabass, Bassgitarre, auch Gitarre, Komposition) und Musikproduzent.

## Leben und Wirken
Fiszman begann mit sechs Jahren Gitarre zu spielen; bald lernte er Folk-Gitarre bei dem belgischen Gitarristen Benjamin Bertrand. Mit elf Jahren begann er bei dem Jazzgitarristen Philip Catherine eine Jazz-Ausbildung. Mit 13 Jahren wechselte er auf den Bass und begann bereits 1977 mit verschiedenen Künstlern wie Philip Catherine/Larry Coryell und im Fernsehen mit Toots Thielemans aufzutreten. In den nächsten Jahren war auch mit der belgischen ProgRock-Band Cos und dem belgischen Sänger Maurane auf der Bühne. Bald spielte er im Quartett von Christian Escoudé und der Gruppe von Catherine mit Charlie Mariano und Trilok Gurtu. Im Alter von 20 Jahren wurde er Mitglied in Jasper van’t Hofs Band Pili Pili mit der Sängerin Angélique Kidjo. Weiterhin begleitete er Künstler wie Didier Lockwood, Alphonse Mouzon, Jacques Higelin, Alain Bashung, die Dissidenten, Raoul Petite, Hubert-Félix Thiéfaine, Luca Carboni, Zazie, Rupert Hine, James Ingram, Johnny Halliday, Patricia Kaas oder Francis Cabrel. Er hat auch mit Manu Katché, Joe Zawinul, Sting, Benjamin Biolay, Charles Aznavour und Julio Iglesias gearbeitet. Seit 2005 gehörte er zur Band von Dominic Miller. Erst ist auch auf Alben von Paolo Radoni, Chris Hinze, Philippe Caillat, Eddie Defacq oder Quentin Dujardin/Ivan Paduart zu hören. 
Als Studiomusiker war er an hunderten von Aufnahmen beteiligt. Bereits Ende der 1980er Jahre begann er als Musikproduzent zu arbeiten; er betreute unter anderem Viktor Lazlo, Isabelle Antena, Jasper van’t Hof’s Pili Pili, David Linx, Maurane, Geoffrey Oryema, den Harlem Gospel Choir, Cheb Mami, Johnny Clegg oder Henri Salvador.
Seit 1991 engagiert er sich zudem als Produzent, Komponist und Arrangeur für Khadja Nin und unterstützte Eric Serra bei den Kompositionen für die Spielfilme Rollerball und Bulletproof Monk – Der kugelsichere Mönch der MGM.